# 吉林省煤炭工业局
吉林省煤炭工业局是吉林省人民政府主管全省煤炭行业的行政职能部门。2009年2月16日撤销吉林省煤炭工业局，改制为吉林省煤业集团有限公司（简称“吉煤集团”）。2020年8月7日“吉煤集团”更名为吉林省能源投资集团有限责任公司，简称“吉能集团”，继续为吉林省人民政府国有资产监督管理委员会拥有的国有独资企业。

## 历史
1949年至1955年，吉林省煤炭行业归东北煤矿管理局领导管理。1955年11月煤炭工业部撤销东北煤矿管理局。1958年6月各煤矿下放地方，成立吉林省煤炭工业管理局。1960年1月上收中央，吉林省煤炭工业管理局改称中华人民共和国煤炭工业部吉林省煤炭工业管理局，接受煤炭工业部和吉林省人民委员会的双重领导。1968年成立吉林省煤炭工业管理局革命委员会。1973年改称吉林省煤炭工业局。1979年吉林省煤炭工业局地方处改组为吉林省地方煤炭工业公司。1982年吉林省煤炭工业局改为煤炭工业部吉林煤炭工业管理局，部、省双重领导，以部领导为主。1982年12月9日国务院批准成立东北内蒙古煤炭工业联合公司（简称“东煤公司”），撤销煤炭工业部吉林省煤炭工业局。吉林省人民政府为加强吉林省地方煤炭工业的统一领导和管理，批准成立吉林省煤炭工业公司(副厅级建制)，隶属吉林省经济委员会，同时撤销了原吉林省地方煤炭工业公司。1986年1月吉林省人民政府决定将吉林省煤炭工业公司改为吉林省煤炭工业局，由吉林省人民政府直接领导，仍为副厅级建制。
2006年,全省生产原煤2706万吨，创历史新高；煤矿百万吨死亡率6.50，完成了国家下达的控制指标。省属煤炭企业补后实现利润1690万元。
2009年吉林省人民政府机构改革后，撤消吉林省煤炭工业局，成立了吉林省能源局，行使煤炭行业管理职能。2009年1月6日吉林省人民政府办公厅下发《吉林省人民政府办公厅关于组建吉煤矿业集团有限责任公司的通知》（吉政办函［2009]3号）。2009年4月21日吉林省人民政府下发《吉林省人民政府关于吉林煤业集团有限公司〈章程〉和〈组建方案〉的批复》（吉政函［2009]67号）。2009年6月11日国有独资企业吉林省煤业集团有限公司（简称“吉煤集团”）举行揭牌仪式。 
2016年12月，贯彻落实国家去产能工作部署，省内关闭矿井14处，共计淘汰落后产能1076万吨。辽源矿业公司关闭5处矿井：辽源西安三区、梅河一井、梅河三井、梅河六井、红梅矿中安井。通化矿业公司关闭3处矿井：永安煤矿、道清矿南翼井、松树镇煤矿。舒兰矿业公司关闭3处矿井：舒兰五矿、营胜煤矿、舒兰二矿。珲春矿业公司关闭2处矿井：英安煤矿、富强煤矿。杉松岗矿业公司关闭1处矿井：杉松岗一井。
2020年5月吉林省委、省政府研究通过了《吉煤集团综合改革方案》。2020年8月7日吉林省国资委按照“一企一策一方案”要求，批复同意将吉煤集团更名为“吉林省能源投资集团有限责任公司”。2020年10月20日举行揭牌仪式。办公地址长春高新技术产业开发区硅谷大街3988号创业大厦。注册资本与实缴资本10亿元。从事煤炭等传统能源矿产资源和新能源产业投资经营。2020年固定资产302.21亿元，在28家地方国有能源集团中位居后列。2020年在册员工31876人，所属二级单位18户。

## 组织架构
下属子公司有：珲春矿业（集团）有限责任公司、杉松岗矿业集团有限责任公司、通化矿业（集团）有限责任公司、辽源矿业（集团）有限责任公司、舒兰矿业（集团）有限责任公司、吉林省吉煤投资有限责任公司等。上述矿业集团公司分别由原吉林省煤炭工业局珲春矿务局、杉松岗矿务局、通化矿务局、辽源矿务局、舒兰矿务局等全民所有制企业改制而来。

### 珲春矿务局
珲春矿区始建于1976年。1992年更名为珲春矿务局。2005年末整体改制为珲春矿业（集团）有限责任公司。2008年产煤500万吨。

### 通化矿务局
2008年生产原煤350万吨。

### 辽源矿务局
辽源煤田1911年开发。1947年6月成立辽源矿务局。2005年12月整体改制为辽源矿业（集团）有限责任公司。年产量超千万吨。

### 舒兰矿务局
2008年产量252万吨，百万吨死亡率0.39。

### 蛟河煤矿
蛟河煤田自1877年在奶子山下发现矿苗，1878年开采。
文化大革命后，蛟河煤矿产量急剧衰减，下降到百万吨以下。
2003年蛟河煤矿宣布破产。